# Regno di Chenla
Il termine Chēn-la o Zhen-la (in cinese: 真腊; Khmer: ចេនឡា; in vietnamita: Chân Lạp) indica il modo in cui i Cinesi designavano i territori dell'attuale Cambogia dopo la fine del Regno del Funan: questo nome era ancora usato nel XIII secolo dall'emissario cinese Zhou Daguan, autore della cronaca "Usi e costumi della Cambogia". Oggi il termine è usato dagli studiosi per indicare più specificamente un regno attivo e influente nell'attuale Cambogia tra la fine del VI e l'inizio del IX secolo.

## Storia
Tarde genealogie compilate nel X secolo indicano in Shrutavarman e in Shreshthavarman i primi due sovrani funanesi, regnanti nella città di Shreshtrapura, che si suppone dovesse trovarsi nella zona dell'odierna Champasak, dove sorge il Wat Phu, nel Laos meridionale. Tali genealogie ricostruiscono per i sovrani di Chenla una discendenza che li riconduce alla mitica coppia Kambu-Mera, ossia alla "stirpe solare" (suryavamsha), collegata a Rāma, un avatar del dio Visnù. Per questi sovrani, tuttavia, non esistono fonti storiche a loro contemporanee che ne attestino l'effettiva esistenza.
Da un punto di vista storicamente documentato, le origini del Chenla sarebbero invece da riportare ad un piccolo principato situato a cavallo della catena dei monti Dângrêk, che era diventato vassallo del Funan e si era garantito un buon grado di autonomia. L'ultimo periodo di splendore del Funan corrispose al regno di Jayavarman, dal 480 al 514, durante il quale si diffuse e fiorì nella regione il Buddhismo. La fine del Funan è oggetto di controversia, alcune fonti sostengono che fu sottomesso con una guerra dall'emergente Chenla e si basano sui Xīn Táng shū (新唐書), gli annali della Dinastia Tang compilati da Ōuyáng Xiū (1007–1072) e Sòng Qí (998-1061) nel 1060, più di tre secoli dopo il periodo di svolgimento dei fatti.
Altre fonti sostengono che i due Stati si integrarono pacificamente. Secondo questa tesi e reinterpretando le fonti cinesi, si può ipotizzare che non vi sia stata alcuna guerra tra Chenla e Funan, ma solo un progressivo e lento spostamento della popolazione funanese verso nord, alla ricerca di nuove risorse dopo che le ricchezze derivanti dal commercio erano svanite. Le iscrizioni indicano come quasi tutte le famiglie regnanti nel Funan e nel Chenla fossero in qualche modo imparentate, rafforzando l'ipotesi di trasferimento di poteri più graduale e pacifica. Anche la casta braminica di Adhyapura continuò a servire per diversi secoli il re del Chenla, così come aveva servito i re funanesi.
Il periodo di declino del Funan coincise con la disgregazione del regno, le cui regioni occidentali si resero indipendenti. La conquista del Funan fu compiuta progressivamente in un arco di tempo che va dal 550 al 630. La supremazia di Chenla coincise con il ritorno dello Shivaismo come religione di Stato a spese del Buddhismo. I primi regnanti di Chenla di cui si hanno tracce tangibili sono nominati in un'iscrizione in sanscrito, non datata, ritrovata presso Val Kantel (K. 359) e attestante l'esistenza di un re chiamato Vīravarman, padre di Bhavavarman e di una principessa andata in sposa ad un bramino chiamato Somaśarman. Secondo l'iscrizione K. 363 ritrovata in Laos, a Chan Nakon, Vīravarman sarebbe stato anche padre di Citrasena, fratello minore di Bhavavarman. Secondo l'iscrizione K. 978, ritrovata a Si Tep, in Thailandia, i due principi avrebbero avuto la stessa madre, ma padri diversi ed entrambi sarebbero diventati re (il principe Citrasena con il nome di Mahendravarman) nella città di Bhavapura, nelle vicinanze della moderna città di Stung Treng.
Tali iscrizioni riportano inoltre come questi principi regnassero su un ampio territorio, mediante un sistema di vassallaggi. L'iscrizione K. 151, ritrovata ad Iśanapura (l'odierno sito archeologico di Sambor Prei Kuk), riporta che il principe Narasimhagupta, vassallo di Bhavavarman prima, di Mahendravarman poi e infine di Īśānavarman, nel 598 eresse una statua di Visnù Kalpavāsudeva durante il regno di Bhavavarman.. Questa indicazione sembra coincidere con quanto riportato dalla più antica cronaca che cita il regno, gli annali della dinastia Sui (隋書) chiamati Sui shū, redatti nel 636 da Wèi Zhēng (580-643), secondo i quali all'inizio del VII secolo sul Chenla regnarono Zhìduōsīnà (Citrasena) (質多斯那) e Yīshēnàxiāndài (Īśānavarman) (伊奢那先代). Fu quest'ultimo re a spostare la capitale a Iśanapura, a cui diede il proprio nome.
Le genealogie khmer risalenti al X secolo ricordano come il re Bhavavarman si fosse sposato con la principessa Kambujarajalakshmi, discendente di Shreshthavarman, ossia con una principessa di stirpe solare. Il re Bhavavarman, al contrario, discendeva da parte di madre dal re funanese Rudravarman, che aveva regnato dal 514 ad almeno il 539 dalla sua capitale posta nei pressi della collina di Phnom Da, nella regione di Angkor Borei, e che era di stirpe lunare (candravamsha), collegata a Khrishna, altro avatar di Visnù.
Secondo la storiografia classica e alcune fonti cinesi, fu Īśānavarman, figlio ed erede di Citrasena, che salì al trono prima del 612 e riuscì ad annettere al proprio regno gli ultimi territori rimasti ai sovrani del Funan. La prima data nota nel regno di Īśānavarman riguarda una sua ambasciata alla corte dell'imperatore cinese della Dinastia Suí inviata nel 616-17. Il sovrano mantenne buoni rapporti con il vicino regno del Champa, concedendo in moglie una propria figlia ad un principe cham. Data al 612 la prima stele commemorativa in lingua khmer, voluta dal sovrano stesso. Si hanno tracce di Īśānavarman fino all'anno 637, anno riportato in un'iscrizione (K. 604) rinvenuta a Khău Nôy (nell'odierna Thailandia).
Ad Īśānavarman succedette intorno al 637 il re Bhavavarman II, di cui si conservano due iscrizioni: la K. 79 del 644 trovata a Tà Kev (a Tà Kev, K. 79) e la K. 21 del 655 trovata a Poñā Hòr. Il fatto che questo re non fu servito dai bramini di Adhyapura testimonierebbe che non fosse diretto discendente di Īśānavarman. Bhavavarman II fu il primo sovrano khmer ad essere designato con un nome postumo: Shivaloka, ossia "colui che dimora nel paradiso di Shiva". A partire da lui, tutti i sovrani presero un nome dopo la propria morte, generalmente composto dal nome della divinità principale durante il proprio regno seguito dal suffisso -loka (che significa "mondo" o anche "paradiso"). Durante il regno di Bhavavarman II vi fu la progressiva disgregazione dell'unità politica del Chenla, caratterizzata dal riemergere di piccoli principati indipendenti spesso in lotta tra loro.
Il successore di Bhavavarman II fu probabilmente Candravarman, conosciuto unicamente per l'iscrizione non datata K. 1142. Il figlio di Candravarman fu il celebre re Jayavarman I, che viene celebrato in diverse iscrizioni provenienti da territori molto distanti tra loro, indice di un'accresciuta influenza del regno: da Tûol Kôk Práh, nella provincia di Prei Vên (K. 493), da Bàsêt, nella provincia Bằttamban (K. 447), fino a Wat Phu, nell'attuale Laos meridionale. Jayavarman I era il nipote di Īśānavarman e stabilì la sua capitale a Purandarapura, la cui localizzazione non è certa. Ministro di Jayavarman I fu Simhadatta, figlio di Shimavira, bramino della stirpe Adhyapura.
Sempre secondo la cronaca del Xīn Táng shū, nei circa trent'anni di regno Jayavarman I conquistò molti principati nella regione nordoccidentale dell'attuale Cambogia, che precedentemente pagavano tributi alla Cina. Alla sua morte, avvenuta presumibilmente attorno al 690, il sovrano prese il nome postumo di Shivapura ("colui che è andato ad abitare nella cittadella di Shiva"). All'inizio dell'VIII secolo si verificarono probabilmente gravi disordini che portarono alla disgregazione del regno, frammentandolo in numerosi micro-stati in perenne competizione tra loro. Una regnante di questi piccoli principati fu Jayadevi, sorella o forse moglie di Jayavarman I, la quale esercitava il proprio potere nella regione di Angkor. L'iscrizione K. 904 descrive le sue preoccupazioni per la difficile situazione politica creatasi.
Le cronache cinesi del periodo Tang riportano come proprio in questo periodo (esattamente dopo il 707), il Chenla si trovò diviso in due reami: Lùzhēnlà (陸真臘) ("Chenla di terra", chiamato anche Wèndān (文單) o Pólòu (婆鏤)) e lo Shuīzhēnlà (水真臘) ("Chenla d'acqua"). La frattura fece precipitare la regione in uno stato di anarchia e insicurezza le cui scarsissime tracce – alcune peraltro di dubbia autenticità – provengono generalmente da fonti cinesi. I nomi di re come Śrutavarman, Śreṣṭhavarman o Puṣkarākṣa sono riportati da iscrizioni angkoriane molto più tarde e non è possibile ad oggi attestarne l'effettiva esistenza. Tutto ciò che conosciamo con certezza è che il Chenla di terra inviò un'ambasciata in Cina nel 717, mentre a sua volta il Chenla d'acqua ne inviò probabilmente una nel 750. Un principe del Wèndān visitò la Cina nel 753, aggregandosi ad una campagna militare cinese contro il regno di Nanzhao (南詔) nel 754.
Nel 771, l'erede al trono del Wèndān arrivò alla corte imperiale e ricevette il titolo di "Apritore del Palazzo" (開府儀同三司), che lo poneva allo stesso livello dei tre maggiori dignitari imperiali. Come regnanti di Śambhupura sono attestati dall'iscrizione K. 124 (803/04) il re Indraloka e le tre successive regine Nṛpatendradevī, Jayendrabhā and Jyeṣṭhāryā. Due iscrizioni riferiscono di un re di nome Jayavarman: la prima (K. 103) proviene da Práḥ Thãt Práḥ Srĕi ed è datata 20 aprile 770. La seconda (K. 134) proviene invece da Lobŏ'k Srót, vicino a Śambhupura , è datata 781. Secondo lo studioso Cœdès, questo Jayavarman sarebbe un re diverso da Jayavarman II, il fondatore dell'Impero Khmer. Questa tesi è contrastata da Vickery, secondo cui la figura di questo sovrano e quella di Jayavarman II coinciderebbero.

## Organizzazione del regno
Il regno ebbe estensione variabile, a seconda dei periodi, e diverse capitali - i siti di alcune delle quali non sono stati ancora identificati con certezza. Il Chenla fiorì nella zona compresa tra il lago Tonlè Sap, i rilievi del Dangrek e il medio Mekong. Si tratta di una regione caratterizzata da una morfologia ed una orografia particolari, che imponevano una attenta gestione delle acque conservate in bacini artificiali. All'opposto del Funan (in cui l'abbondanza di pioggia e le acque stagnanti del delta del Mekong determinavano la necessità di drenare il terreno continuamente), la popolazione del Chenla dovette fare i conti con l'esigenza di canalizzare e conservare l'acqua. In entrambi i casi, tuttavia, ciò determinò l'esigenza di organizzare lo stato in forma centralizzata, in modo da consentire una gestione efficiente delle risorse idriche..
Il potere era affidato ad un sovrano assoluto, che lo esercitava all'interno di una città e dei terreni circostanti. Secondo la tradizione khmer, il potere del re era legittimato dal fatto che discendeva dalla divinità, in particolare da una delle “stirpi” (solare o lunare) che secondo il mito avevano permesso l'insediamento del popolo khmer nell'area. Nell'esercizio delle funzioni di governo, quasi tutti i sovrani del Chenla erano assistiti da bramini provenienti da alcune particolari famiglie indiane. Così come la discendenza regale era ereditaria, anche quella di ministro o uomo di governo poteva tramandarsi di padre in figlio. Il fatto che alcuni sovrani non siano stati assistiti da alcune specifiche famiglie braminiche, costituisce un forte indizio che il sovrano fosse un usurpatore.
È estremamente difficile determinare con certezza i confini e l'estensione del regno del Chenla, visto che l'organizzazione statuale non era lontanamente paragonabile a quella moderna. In effetti, si riscontra la presenza di città-stato relativamente indipendenti che, per certi periodi di tempo, subirono l'egemonia di una città (e di un sovrano) prevalente, ai quali versavano tributi. In periodi di crisi politica o di vuoto di potere, le città ritrovavano una maggiore autonomia, come avvenne alla metà dell'ottavo secolo. In altri momenti, invece, un sovrano riusciva a unificarle e a portarle sotto il proprio controllo, estendendo in questo modo la propria influenza e accrescendo i confini dei territori in qualche modo controllati. Si tratta, quindi, di stati a conformazione variabile, descritti dallo studioso Wolters utilizzando il concetto di “mandala”.